# ТЕС Поркарі
ТЕС Поркарі — теплова електростанція у центральній частині Італії в регіоні Тоскана, провінція Лукка. Споруджена з використанням технології комбінованого парогазового циклу.
Введена в експлуатацію в 1996 році, станція має один блок номінальною потужністю 100 МВт. У ньому встановлені дві газові турбіни потужністю по 38 МВт, яка через котли-утилізатори живлять одну парову з показником 24 МВт.
За рік станція виробляє понад 0,6 млрд кВт·год електроенергії. Крім того, вона постачає пару розташованим поряд промисловим підприємствам.
Як паливо станція використовує природний газ.
Зв'язок з енергомережею відбувається по ЛЕП, розрахованій на роботу із напругою 132 кВ.